# Ban Mai Chaiyaphot (huyện)
Ban Mai Chaiyaphot (tiếng Thái: บ้านใหม่ไชยพจน์) là một huyện (‘‘amphoe’’) thuộc tỉnh Buriram, đông bắc của Thái Lan.

## Lịch sử
Tiểu huyện (King Amphoe) Ban Mai Chaiyapho đã được thành lập ngày 1 tháng 4 năm 1992 từ sự chia tách 5 tambon từ Phutthaisong. On ngày 11 tháng 10 năm 1997 it was upgraded to a full.

## Địa lý
Các huyện giáp ranh là (từ phía đông theo chiều kim đồng hồ) Phutthaisong của tỉnh Buriram, Mueang Yang và Prathai của tỉnh Nakhon Ratchasima, và Nong Song Hong của tỉnh Khon Kaen.

## Hành chính
Huyện này được chia thành 5 phó huyện (tambon), các đơn vị này lại được chia thành 55 làng (muban). Ban Mai Chaiyaphot là một thị trấn (thesaban tambon) nằm trên một phần của tambon Nong Waeng. Có 5 tổ chức hành chính tambon (TAO).
| Số TT | Tên           | Tên tiếng Thái | Số làng | Dân số |  |
| ----- | ------------- | -------------- | ------- | ------ |  |
| 1.    | Nong Waeng    | หนองแวง        | 15      | 8.153  |  |
| 2.    | Thonglang     | ทองหลาง        | 10      | 5.402  |  |
| 3.    | Daeng Yai     | แดงใหญ่         | 9       | 4.706  |  |
| 4.    | Ku Suan Taeng | กู่สวนแตง        | 12      | 4.009  |  |
| 5.    | Nong Yueang   | หนองเยือง       | 9       | 4.718  |  |